# 戀曲
戀曲，是日本純種競賽馬匹。生涯活躍於一哩賽事，曾於2007年勝出維多利亞一哩賽，同年當選最佳4歲及以上雌馬。

## 出賽前
2003年2月24日出生於北海道千歲市社台牧場，成長途中於被歌手兼馬主前川清購入，馬主名義則以其經營的前川企劃登錄，同時社台牧場負責人吉田照哉亦持有部分所有權。
其後交由美浦訓練中心練馬師奧平雅士訓練。

## 競賽生涯

### 2歲
2005年6月26日出戰福島競馬場2歲新馬戰，比賽初段在前方位置推進下於直路失速，最終以第七落敗。
2星期後出戰2歲未勝利戰，維持於第六左右的位置下於直路逐步透出，最終戰勝其他對手取得勝利。
9月以公開賽美人蕉錦標作為目標，繼續以前置戰術展開賽事下在最後直路爆發出優秀的末腳速度，最終以1 1/4馬位優勢取勝。
其後挑戰二級賽京王盃兩歲錦標，在中後方位置等待時機下於第四彎道處抽出外檔取位，雖然在直路上轟出全場最快的末腳速度，但最終仍然未能超越前方透出的Denshamichi及同樣位置的Easter，以鼻位差距落敗得第三。
年末繼續以阪神兩歲牝馬錦標作為目標，本次比賽初段處於先頭位置逐步推進，但於通過彎道後開始墮後，最終未能於直路重新突圍下僅以第六完賽。

### 3歲
2006年首戰為菜花賞，以穩定的速度在前方位置逐步推進下，於直路瞬間展步加速衝刺，最終輕鬆超越對手取勝。
2月18日出戰三級賽每日盃皇后盃，繼續選擇前置戰術下在第四彎道經已進入加速的姿態，於直路上繼續維持走勢向前衝刺，最終壓贏領放馬Asahi Rising下贏得首個分級賽冠軍。
4月乘勢出戰出戰櫻花賞，保持於第七的中團位置下逐步推進，在對面直路慢慢上前進佔位置。進入直路後，其展開不俗的衝勢向前迫近，一度成為領頭的賽駒，可惜在最後關頭被衝出的天之吻及愛慕之吻超越，最終以第三落敗。
5月繼續以雌馬三冠作為目標出戰優駿牝馬（日本橡樹大賽），然而推進到第三彎道時右肩出現不良於行的情況，被騎師橫山典弘察覺下拉停中止。
休養過後於秋季直走秋華賞，然而體重大幅增加16公斤下未能於直路發揮任何表現，沉底下以第十七大敗。
11月雖然出戰公開賽黃金盃表現出不俗的追勢取得第二，但年末轉戰泥地的皇后賞卻再度以第十三大敗。

### 4歲
2007年於年初的兩戰京都牝馬錦標及東風錦標繼續維持頹勢，分別以第九及第十三落敗。
4月1日以三級賽打吡公爵挑戰盃作為目標，維持於中團位置下於最後彎道才徐徐由外檔位置衝刺，最終超越大部份對手下顛覆第九人氣的評價跑獲一席第二。
5月以維多利亞一哩賽作為目標，雖然於此前在打吡公爵挑戰盃取得亞軍，但於強敵環伺下仍然僅得第十二人氣支持。比賽開始後，其以沉穩的姿態維持於先頭部隊之中前進，於第三、四彎道時，騎師松岡正海趁其他賽駒外閃避開內欄爛地時指揮其抽入空曠的區域以最短路程過彎。進入直路後，由於其在過彎所消耗較少，因而得以在中段逐步加速透出，最終超越所有對手下爆冷贏得首個一級賽冠軍，同時亦為騎師松岡、練馬師奧平真治及馬主前川企劃帶來首個一級賽優勝。
其後陣營決定安排其在7月遠征美國出戰奇斯高一哩賽，但此次賽事開始前發生了有關負磅的羅生門事件。背景在於奇斯高一哩賽為分齡及條件負磅的賽事，基本負磅為123磅，未曾勝出一級賽的賽駒可獲2磅減磅、未能勝出二級賽的賽駒可獲4磅減磅、未曾勝出三級賽的賽駒可獲6磅減磅。
而戀歌出戰奇斯高一哩賽時雖然經已勝出維多利亞一哩賽，但當時正值日本剛列入國際賽馬組織聯盟的《國際賽事編錄標準及國際賽事統計冊》第一部分賽馬地區的時間，維多利亞一哩賽未有開放給予海外賽駒參加下僅為本土一級賽，於國際上的分級為表列賽，因而戀歌的實則上只為一匹勝出國際三級賽的賽駒而享有4磅減磅，出賽負磅為119磅。
然而於賽事舉行當日的早上，多名美國練馬師向荷李活園馬場投訴，表示上年度遠征奇斯高一哩賽的隨心起舞亦同樣勝出維多利亞一哩賽，但負磅為123磅未有減磅，因而戀歌亦應該以同樣負磅出賽。
最終，賽會臨時將戀歌的負磅更改為123磅，受到此影響下，其在比賽途中始終未能發揮自身的衝刺力，在直路上明顯乏力下以包尾第九大敗。
賽後的翌日，日本中央競馬會立即向荷李活園馬場提出書面抗議，而翌年為免雙方分級有所分歧，因而日本方面在當屆維多利亞一哩賽冠軍亞洲之風遠征前提早確認分級及負磅的事宜。
回國後稍為休養後，其於9月出戰短途馬錦標，但在直路稍為失勢下逐漸後退，最終以第九落敗。
其後返回一哩戰線，但未有任何突破，於富士錦標及一哩冠軍賽中分別以第八及第十四大敗。
年末，由於另一場雌馬限定賽事女皇伊利沙伯二世盃由3歲馬大和赤驥奪得，縱然其在年間僅取得一勝，但仍然憑借唯一勝出一級賽年長雌馬的身份，在評選中以249票當選最佳4歲及以上雌馬。

### 5歲
2008年2月2日出戰東京新聞盃作為首戰，然而在比賽途中一直後退，最終以第十的戰績完賽。
賽後，陣營考慮其4歲下半年開始的表現，決定安排其退役。

### 詳細賽績
| 日期       | 舉辦國家 | 馬場     | 距離   | 級別     | 賽事名稱         | 負重 | 騎師     | 馬號 | 出馬 | 名次     | 時間     | 頭馬（二馬）     |
| ---------- | -------- | -------- | ------ | -------- | ---------------- | ---- | -------- | ---- | ---- | -------- | -------- | ---------------- |
| 26/6/2005  | 日本     | 福島     | 草1200 |          | 2歲新馬          | 54   | 後藤浩輝 | 7    | 14   | 7        | 1:12.2   | Starlight Ruby   |
| 9/7/2005   | 日本     | 福島     | 草1200 |          | 2歲未勝利        | 54   | 後藤浩輝 | 3    | 12   | 1        | 1:10.6   | （Meine Giada）  |
| 17/9/2005  | 日本     | 中山     | 草1200 | OP       | 美人蕉錦標       | 54   | 橫山典弘 | 6    | 9    | 1        | 1:08.9   | （Meiner Fama）  |
| 12/11/2005 | 日本     | 東京     | 草1400 | GII      | 京王盃兩歲錦標   | 54   | 横山典弘 | 8    | 10   | 3        | 1:23.3   | Denshamichi      |
| 4/12/2005  | 日本     | 阪神     | 草1600 | GI       | 阪神兩歲牝馬錦標 | 54   | 横山典弘 | 1    | 18   | 6        | 1:37.9   | T M Precure      |
| 22/1/2006  | 日本     | 中山     | 草1600 | OP       | 菜花賞           | 55   | 藤田伸二 | 8    | 15   | 1        | 1:35.3   | （Ruby Legend）  |
| 18/2/2006  | 日本     | 東京     | 草1600 | GIII     | 每日盃皇后盃     | 55   | 李慕華   | 11   | 16   | 1        | 1:35.6   | （Asahi Rising） |
| 9/4/2006   | 日本     | 阪神     | 草1600 | GI       | 櫻花賞           | 55   | 横山典弘 | 12   | 18   | 3        | 1:34.7   | 天之吻           |
| 21/5/2006  | 日本     | 東京     | 草2400 | GI       | 優駿牝馬         | 55   | 横山典弘 | 6    | 18   | 比賽中止 | 比賽中止 | 川上公主         |
| 15/10/2006 | 日本     | 京都     | 草2000 | GI       | 秋華賞           | 55   | 吉田隼人 | 18   | 18   | 17       | 2:00.7   | 川上公主         |
| 12/11/2006 | 日本     | 東京     | 草1400 | OP       | 黃金盃           | 53   | 內田博幸 | 4    | 18   | 2        | 1:22.1   | Daiwa Bandit     |
| 6/12/2006  | 日本     | 船橋     | 泥1800 | 地方GIII | 皇后賞           | 55   | 横山典弘 | 5    | 14   | 13       | 1:55.5   | Le Mars Girl     |
| 28/1/2007  | 日本     | 京都     | 草1600 | GIII     | 京都牝馬錦標     | 55   | 李慕華   | 5    | 16   | 9        | 1:33.9   | 情人節           |
| 18/3/2007  | 日本     | 中山     | 草1600 | OP       | 東風錦標         | 55   | 松岡正海 | 11   | 16   | 13       | 1:34.2   | King's Trail     |
| 1/4/2007   | 日本     | 中山     | 草1600 | GIII     | 打吡公爵挑戰盃   | 55   | 松岡正海 | 3    | 15   | 2        | 1:33.4   | Picaresque Coat  |
| 13/5/2007  | 日本     | 東京     | 草1600 | JpnI     | 維多利亞一哩賽   | 55   | 松岡正海 | 4    | 18   | 1        | 1:32.5   | （Asahi Rising） |
| 6/7/2007   | 美國     | 荷李活園 | 草1600 | GII      | 奇斯高一哩賽     | 55.8 | 內田博幸 | 4    | 9    | 9        | -        | Lady of Venice   |
| 30/9/2007  | 日本     | 中山     | 草1200 | GI       | 短途馬錦標       | 55   | 吉田隼人 | 10   | 16   | 11       | 1:10.1   | 真弓快車         |
| 20/10/2007 | 日本     | 東京     | 草1600 | GIII     | 富士錦標         | 56   | 吉田隼人 | 13   | 18   | 8        | 1:33.6   | 盛高             |
| 18/11/2007 | 日本     | 京都     | 草1600 | GI       | 一哩冠軍賽       | 55   | 吉田隼人 | 1    | 18   | 14       | 1:33.8   | 大和主將         |
| 2/2/2008   | 日本     | 東京     | 草1600 | GIII     | 東京新聞盃       | 54   | 松岡正海 | 2    | 16   | 10       | 1:33.3   | 桂冠戰士         |

## 退役後
退役後，戀曲成為了繁殖雌馬，於北海道千歲市社台牧場休養，在2008年進行配種。首匹子嗣Ultimate Love在2009年出生，可於2011年出賽。
2022年確認受胎失敗後，於11月11日由繁殖雌馬退役，繼續於牧場內進行養老生活。

### 詳細繁殖資料
| 數目         | 馬名             | 出生年 | 性別 | 父系     | 練馬師                                                         | 馬主                                         | 戰績                        |
| ------------ | ---------------- | ------ | ---- | -------- | -------------------------------------------------------------- | -------------------------------------------- | --------------------------- |
| 第一匹       | Ultimate Love    | 2009   | 雌   | 吉兆     | 美浦・奧平雅士                                                 | Shadai Race Horse Co Ltd                     | 31戰3冠4亞6季（退役・繁殖） |
| 第二匹       | Courte Meche     | 2010   | 雄   | 白口罩   | 美浦・奧平雅士 →笠松・加藤幸保 →美浦・奧平雅士 →高知・川野勇馬 | G1 Racing Co Ltd →岡村勝喜                   | 34戰6冠4亞5季（退役）       |
| 第三匹       | Mikki Love Song  | 2011   | 雄   | 夏威夷王 | 栗東・橋口弘次郎 →栗東・橋口慎介                               | 野田美月                                     | 35戰7冠4亞1季（退役）       |
| 第四匹       | Harmonic Soul    | 2012   | 雌   | 無敵先鋒 | 美浦・大和田成                                                 | Shadai Race Horse Co Ltd                     | 3戰0冠0亞0季（退役・繁殖）  |
|              | （受胎失敗）     |        |      | 夏威夷王 |                                                                |                                              |                             |
| 第五匹       | Yuranoto         | 2014   | 雄   | 夏威夷王 | 栗東・松田國英                                                 | Shadai Race Horse Co Ltd                     | 16戰6冠3亞2季（退役）       |
| 第六匹       | Sea Chantey      | 2015   | 雄   | 龍王     | 栗東・今野貞一 →園田・新子雅司 →栗東・今野貞一                 | 谷掛龍夫                                     | 13戰3冠0亞1季（退役）       |
| 第七匹       | 戀曲2016         | 2016   |      | 榮進閃耀 |                                                                |                                              | （出生後夭折）              |
|              | （受胎失敗）     |        |      | 龍王     |                                                                |                                              |                             |
| 第八匹       | Rinaldo          | 2018   | 雄   | 龍王     | 美浦・田村康仁 →園田・保利良平 →園田・有馬澄男                 | Shadai Race Horse Co Ltd →松田幸生 →中本行則 | 35戰6冠6亞1季（退役）       |
| 第九匹       | L'Elisir d'Amore | 2019   | 雌   | 夏威夷王 | 栗東・高橋義忠                                                 | Shadai Race Horse Co Ltd                     | 20戰4冠3亞1季（退役）       |
|              |                  |        |      | 龍王     |                                                                |                                              |                             |
| （受胎失敗） | 黃金船           |        |      |          |                                                                |                                              |                             |
| 第十匹       | Dream Shape      | 2021   | 雄   | 榮進閃耀 | 栗東・村山明                                                   | 吉田千津                                     | 1戰0冠0亞0季（退役）        |
|              | （未配種）       |        |      |          |                                                                |                                              |                             |
|              |                  |        |      | 榮進閃耀 |                                                                |                                              |                             |
| （受胎失敗） | 里見名言         |        |      |          |                                                                |                                              |                             |

## 血統簡介
父系富士奇蹟爲日本賽駒，生涯出戰四場賽事全勝，包含一級賽朝日盃三歲錦標，曾被看好可以達成無敗三冠的偉業，但於彌生賞後因傷退役，因而被稱爲「幻之三冠馬」。祖父週日寧靜爲美國三冠賽雙冠馬，退役後在日本配種，其子嗣贏得巨額獎金，連續12年成為日本冠軍種馬。
母系Violet Love為日本賽駒，生涯七戰全敗。外祖父迂徊博士為愛爾蘭生產的英國純種賽駒，生涯戰績彪炳，曾勝出杜何斯特錦標、葉森打吡及愛爾蘭冠軍錦標。

### 血統表
| 父線：週日寧靜系（Halo系）          |                          |                 |                 |
| 種馬 富士奇蹟 1992年（棕色）        | 週日寧靜 1996年（棕色）  | Halo            | Hail to Reason  |
| 種馬 富士奇蹟 1992年（棕色）        | 週日寧靜 1996年（棕色）  | Halo            | Cosmah          |
| 種馬 富士奇蹟 1992年（棕色）        | 週日寧靜 1996年（棕色）  | Wishing Well    | Understanding   |
| 種馬 富士奇蹟 1992年（棕色）        | 週日寧靜 1996年（棕色）  | Wishing Well    | Mountain Flower |
| 種馬 富士奇蹟 1992年（棕色）        | Millracer 1983年（棗色） | Le Fabuleux     | Wild Risk       |
| 種馬 富士奇蹟 1992年（棕色）        | Millracer 1983年（棗色） | Le Fabuleux     | Anguar          |
| 種馬 富士奇蹟 1992年（棕色）        | Millracer 1983年（棗色） | Marston's Mill  | In Reality      |
| 種馬 富士奇蹟 1992年（棕色）        | Millracer 1983年（棗色） | Marston's Mill  | Millicent       |
| 繁殖雌馬 Violet Love 1997年（栗色） | 迂徊博士 1989年（栗色）  | Ahonoora        | Lorenzaccio     |
| 繁殖雌馬 Violet Love 1997年（栗色） | 迂徊博士 1989年（栗色）  | Ahonoora        | Helen Nichols   |
| 繁殖雌馬 Violet Love 1997年（栗色） | 迂徊博士 1989年（栗色）  | Rose of Jericho | 聲稱            |
| 繁殖雌馬 Violet Love 1997年（栗色） | 迂徊博士 1989年（栗色）  | Rose of Jericho | Rose Red        |
| 繁殖雌馬 Violet Love 1997年（栗色） | Vain Gold 1979年（棗色） | 淘金者          | Raise a Native  |
| 繁殖雌馬 Violet Love 1997年（栗色） | Vain Gold 1979年（棗色） | 淘金者          | Gold Digger     |
| 繁殖雌馬 Violet Love 1997年（栗色） | Vain Gold 1979年（棗色） | Chancy Dance    | Bold Reason     |
| 繁殖雌馬 Violet Love 1997年（栗色） | Vain Gold 1979年（棗色） | Chancy Dance    | Hasty Hitter    |
| 雌系：號族：4-r                     |                          |                 |                 |
| 五代內近親交配：Hail to Reason 4×5  |                          |                 |                 |

## 命名由來
名字Koiuta（コイウタ）出自馬主前川企劃負責人前川清所屬的音樂團體內山田洋&Cool Five的歌曲：《戀唄》，香港則翻譯為「戀曲」。

## 外部連結
- 戀曲 netkeiba.com （页面存档备份，存于）
- 血統表 （页面存档备份，存于）